# Spring Breakers
Spring Breakers – amerykański dramat kryminalny z 2012 roku według scenariusza i reżyserii Harmony Korine'a. Grają w nim gwiazdy takie jak James Franco, Selena Gomez, Vanessa Hudgens, Ashley Benson i Rachel Korine. Film opowiada o 4 studentkach, które decydują się obrabować fast food aby zapłacić za swoje ferie wiosenne. Film został wybrany do rywalizacji o Złotego Lwa na 69. Międzynarodowym Festiwalu Filmowym w Wenecji.

## Fabuła
Cztery uczennice college’u wyruszają na wymarzone wakacje na Florydę. Dziewczyny by zdobyć fundusze dokonują napadu na restaurację. Wyjeżdżają na Florydę na upragnione wakacje i podczas jednej z imprez zostają aresztowane przez policję. Niespodziewanie kaucję za nie wpłaca nieznajomy, który trudni się sprzedażą narkotyków i broni.

## Obsada
- James Franco jako Alien
- Selena Gomez jako Faith
- Vanessa Hudgens jako Candy
- Ashley Benson jako Brit
- Rachel Korine jako Cotty
- Heather Morris jako Bess
- Ash Lendzion jako Forest
- Gucci Mane jako Archie